# Hellcat
Hellcat (Patsy Walker) is een fictieve superheldin uit de strips van Marvel Comics, en een van de leden van de Verdedigers. Ze werd bedacht door Marvel Comics, en verscheen voor het eerst in Fantastic Four #3 als Patsy en in Avengers #144 als Hellcat.

## Geschiedenis
Patsy was een tieneridool in haar moeders strips. Ze leert het Beast kennen en met hem en de Vergelders gaat ze op onderzoek bij de Brand Coorporation. Daarbij stuit ze op een kostuum, dat voorheen door Tigra werd gedragen. Patsy was mede door het succes van haar eigen comic altijd al idolaat van helden, en gebruikte het superpak voor zichzelf en noemde zich Helkat.

## Biografie
Om beter te worden, vergezelt ze Moondragon naar Titan voor een rigoureuze training. Ze wordt een meesteres in de vechtkunst, en ontwikkelt haar latente psionische gaven. Terug op aarde wordt ze echter geen lid van de Avengers, maar sluit ze zich aan bij de Verdedigers. Zij wordt een van de meest ervaren Defenders. Ze wordt verliefd op Son of Satan en trouwt met hem. De ceremonie wordt nog verstoord door 'Buzz' Baxter en zijn Mutant Force, maar dat weerhoudt Patsy en Daimon er niet van hun liefde voor elkaar te bezegelen. Ze verhuizen naar San Francisco en worden occulte detectives. Zo nu en dan is ze nog de Hellcat.

## Krachten en vaardigheden
Door haar 'catsuit' is Patsy leniger, sterker en sneller dan een olympische topatlete. Zij heeft katachtige reflexen, en ook nachtvisie. Ze is meesteres in allerlei vechtkunsten, en heeft licht psionische gaven. Zij en de Valkyrie zijn beste vriendinnen.